# パパは電化シェフ!
『パパは電化シェフ!』（ パパはでんかシェフ）は、2007年頃に広島テレビほか中国地方の日本テレビ系列局ブロックネットで放送されていたミニ生活情報番組である。

## 放送時間
| 放送対象地域   | 放送局                                        | 系列           | 放送曜日・放送時間  |
| -------------- | --------------------------------------------- | -------------- | ------------------- |
| 広島県         | 広島テレビ（HTV） 『パパは電化シェフ!幹事局』 | 日本テレビ系列 | 土曜日21:55 - 22:00 |
| 島根県・鳥取県 | 日本海テレビ（NKT）                           | 日本テレビ系列 | 日曜日11:55 - 12:00 |
| 岡山県・香川県 | 西日本放送（RNC）                             | 日本テレビ系列 | 土曜日22:54 - 23:00 |
| 山口県         | 山口放送（KRY）                               | 日本テレビ系列 | 土曜日22:54 - 23:00 |

## 登場人物（出演者）
パパ（仲本真悟）
38歳会社員。大手スーパーの仕入課長で、この番組の料理のレクチャーを務める。
ママ
37歳主婦。
雄太
10歳長男。
優香（内田有咲）
12歳長女。